# 処女的衝撃!
『処女的衝撃!』は、シブがき隊が1983年2月25日にリリースした4枚目のシングル。

## 解説
新曲としては1983年初のシングルとなった。

## 収録曲
- 全曲作詞：三浦徳子／作曲：井上大輔

1. 処女的衝撃!（2:54）
編曲：水谷公生
2. 踊ってカモフラージュ（3:28）
編曲：馬飼野康二